# Steinbach (Sachsen bei Ansbach)

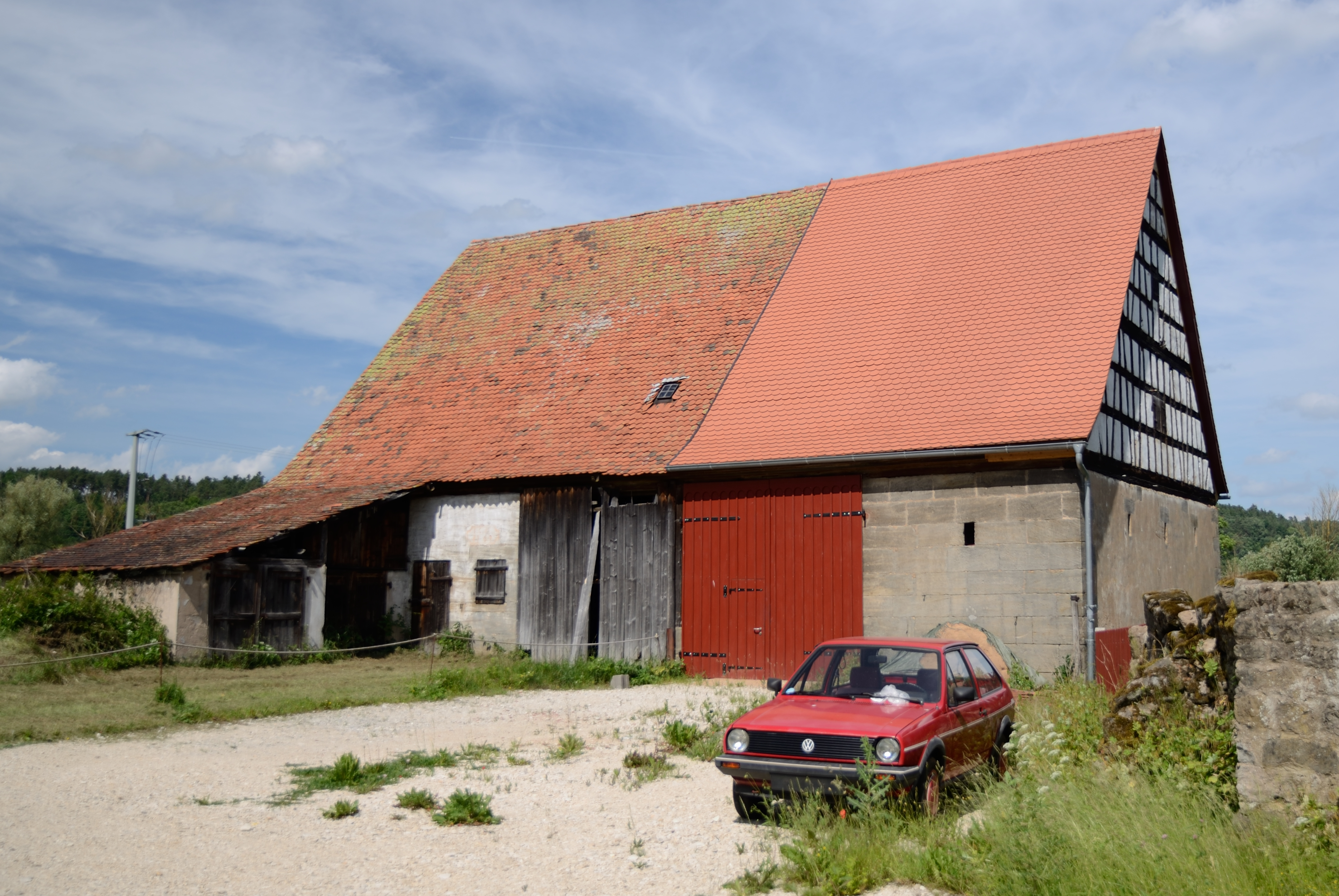
Scheune bei Silberbachstr. 11

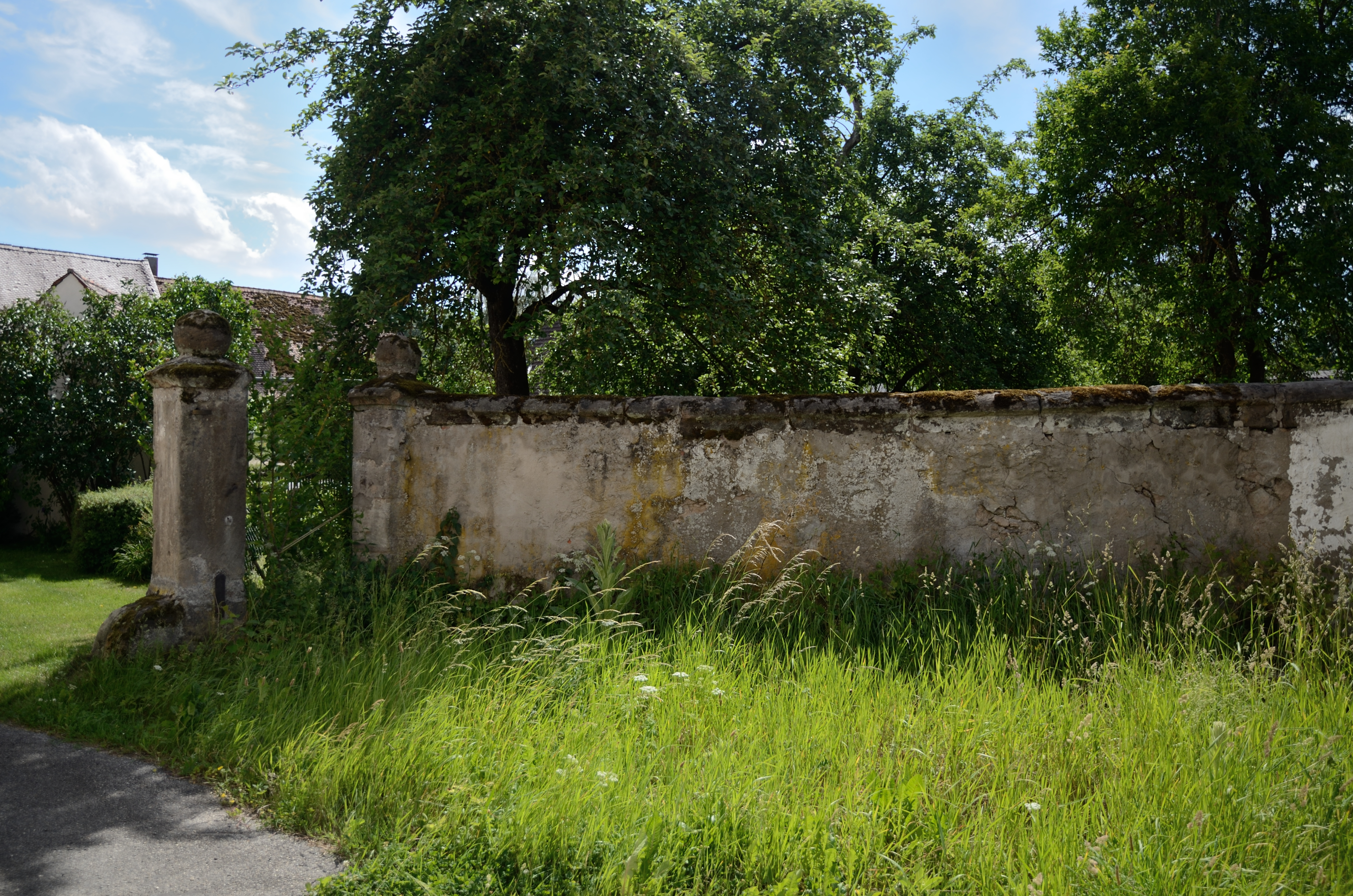
Einfriedung bei Silberbachstr. 11

Steinbach ([ˈʃtaɪ̯nˌbax] , fränkisch: Schdahmba) ist ein Gemeindeteil der Gemeinde Sachsen bei Ansbach im Landkreis Ansbach (Mittelfranken, Bayern). Steinbach liegt in der Gemarkung Alberndorf.

## Geografie
Das Dorf liegt an der Rezat und am Silberbach, der dort als rechter Zufluss in die Rezat mündet. Nordwestlich des Ortes liegt die Anhöhe Roßleite, westlich schließt sich der Silberwald an. Eine Gemeindeverbindungsstraße stößt in Alberndorf auf die Staatsstraße 2223 (0,3 km nördlich) bzw. führt an der Unteren und Oberen Walkmühle vorbei nach Ratzenwinden (2 km südlich). Eine weitere Gemeindeverbindungsstraße führt nach Wallersdorf (2,5 km südwestlich).

## Geschichte
Wahrscheinlich wurde Steinbach im 12. Jahrhundert von Alberndorf aus gegründet. Erstmals urkundlich erwähnt wurde der Ort im Jahr 1210. Der Ortsname nimmt Bezug auf den Steine und Geröll mit sich führenden Bach, der durch den Ort fließt (heute heißt dieser Bach Silberbach). 1323 erhielt Gottfried von Heideck von König Ludwig den Bayern Steinbach als Freieigen. 1403 verkaufte Friedrich von Heideck seine Besitzungen, zu der auch Steinbach gehörte, an das Gumbertusstift. 1424 und 1433 verkaufte Kunz Bühler Grundstücke und Ansprüche in Steinbach an das Stift.
Im Dreißigjährigen Krieg wurden die vier Anwesen des Stiftes abgebrannt, die Hintere Mühle blieb unbeschädigt und bewohnt. Über das Schicksal der Anwesen der anderen Grundherren ist nichts bekannt.
Gegen Ende des 18. Jahrhunderts bildete Steinbach mit Alberndorf und Büchenmühle eine Realgemeinde. Das Hochgericht und die Dorf- und Gemeindeherrschaft übte das brandenburg-ansbachische Hofkastenamt Ansbach aus. In Steinbach gab es 12 Anwesen und ein Gemeindehirtenhaus. Grundherren waren das Fürstentum Ansbach (Hofkastenamt Ansbach: 1 Gütlein, 2 Leerhäuser, 1 Mühle; Stiftsamt Ansbach: 1 Hof, 1 Halbhof, 1 Mühle, 2 Gütlein; Ansbacher Rat, Johannispflege: 1 Söldengut) und das Stadtvogteiamt Eschenbach des Deutschen Ordens (1 Tafernwirtschaft, 1 Mühle). Es gab zu dieser Zeit 9 Untertansfamilien (ohne Büchenmühle), von denen 7 ansbachisch waren. Von 1797 bis 1808 unterstand der Ort dem Justiz- und Kammeramt Ansbach.
Im Rahmen des Gemeindeedikts wurde Steinbach dem 1808 gebildeten Steuerdistrikt Eyb und der 1811 gegründeten Ruralgemeinde Eyb zugeordnet. Am 30. September 1827 wurde Steinbach in die neu gegründete Ruralgemeinde Alberndorf umgemeindet.
Nach dem Zweiten Weltkrieg wuchs der Ort durch die vielen Flüchtlinge, die sich dort niederließen, stark an. Am 1. Januar 1972 wurde Steinbach im Zuge der Gebietsreform in Bayern in die Gemeinde Sachsen eingegliedert.

### Baudenkmäler
- Scheune, zu einem ehemaligen Gutshof gehörig[17]
- Einfriedung[17]

### Einwohnerentwicklung
| Jahr      | 001818 | 001840 | 001861 | 001871 | 001885 | 001900 | 001925 | 001950 | 001961 | 001970 | 001987 |
| Einwohner | 73     | 74     | 84 *   | 74     | 84     | 81     | 89     | 120    | 154    | 147    | 146    |
| Häuser    | 13     | 11     |        |        | 16     | 15     | 15     | 17     | 31     |        | 39     |
| Quelle    | [ 19 ] | [ 20 ] | [ 21 ] | [ 22 ] | [ 23 ] | [ 24 ] | [ 25 ] | [ 26 ] | [ 27 ] | [ 28 ] | [ 1 ]  |

## Religion
Der Ort ist seit der Reformation evangelisch-lutherisch geprägt und nach St. Alban (Sachsen bei Ansbach) gepfarrt. Die Einwohner römisch-katholischer Konfession sind nach St. Ludwig (Ansbach) gepfarrt.